# Charaxes ethalion
Hoàng đế Satyr hay Satyr Charaxes (Charaxes ethalion) là một loài bướm thuộc họ Nymphalidae. Nó được tìm thấy ở miền nam châu Phi.
Sải cánh dài 45–55 mm đối với con đực và 50–63 mm đối với con cái.
Ấu trùng ăn Albizia spp., Peltophorum africanum, Dichrostachys cinerea, Acacia ataxacantha, và Scutia myrtina.

## Subpecies
Xếp theo bảng chữ cái.
- C. e. binghami Henning, 1982
- C. e. ethalion Boisduval, 1847
- C. e. fisheri Henning, 1982
- C. e. handmani Henning, 1982
- C. e. kikuyuensis van Someren, 1967
- C. e. kitungulensis Strand, 1911
- C. e. littoralis van Someren, 1967
- C. e. marsabitensis van Someren, 1967
- ?C. e. nyasicus van Someren, 1975
- C. e. nyanzae van Someren, 1967

## Hình ảnh

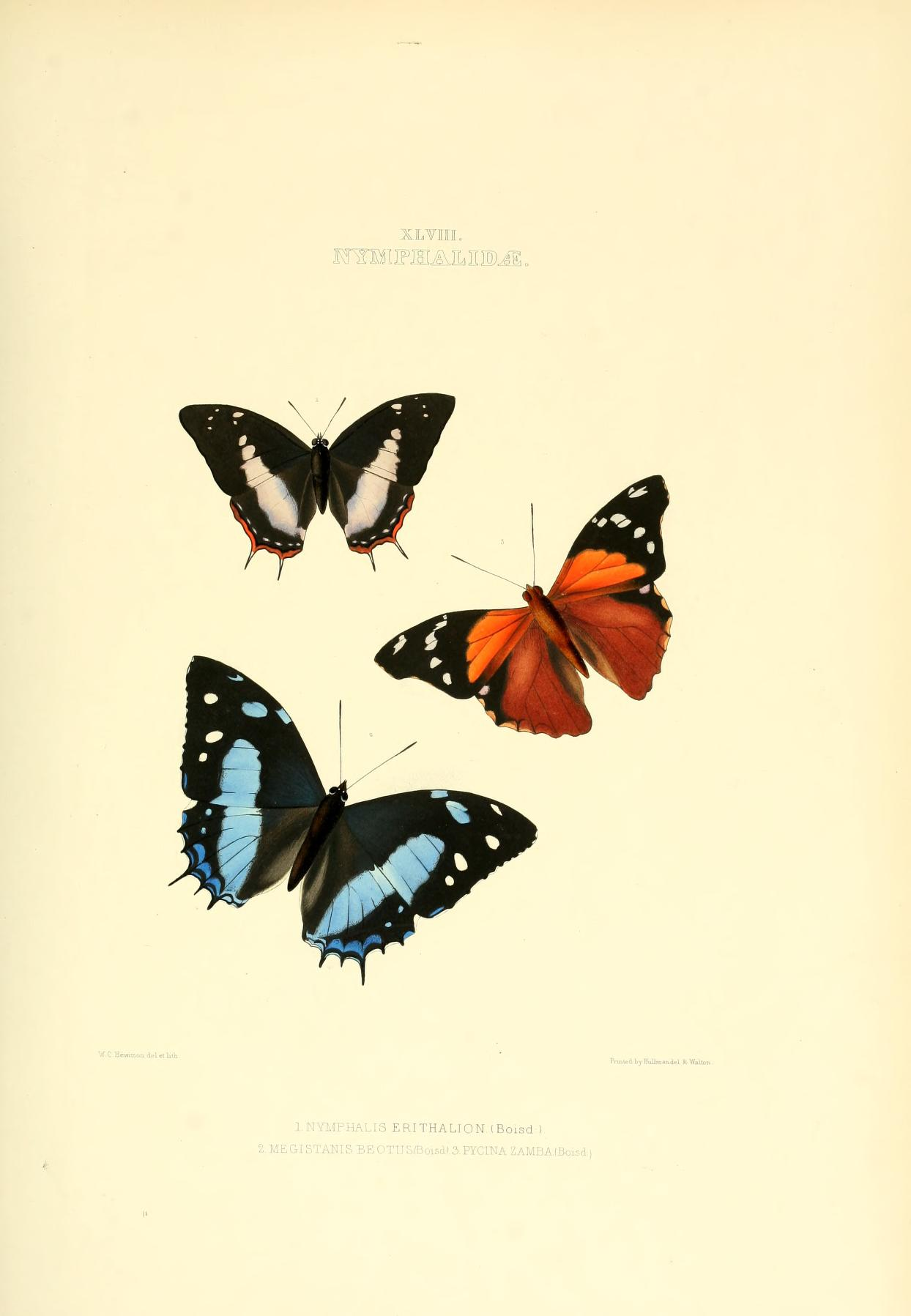
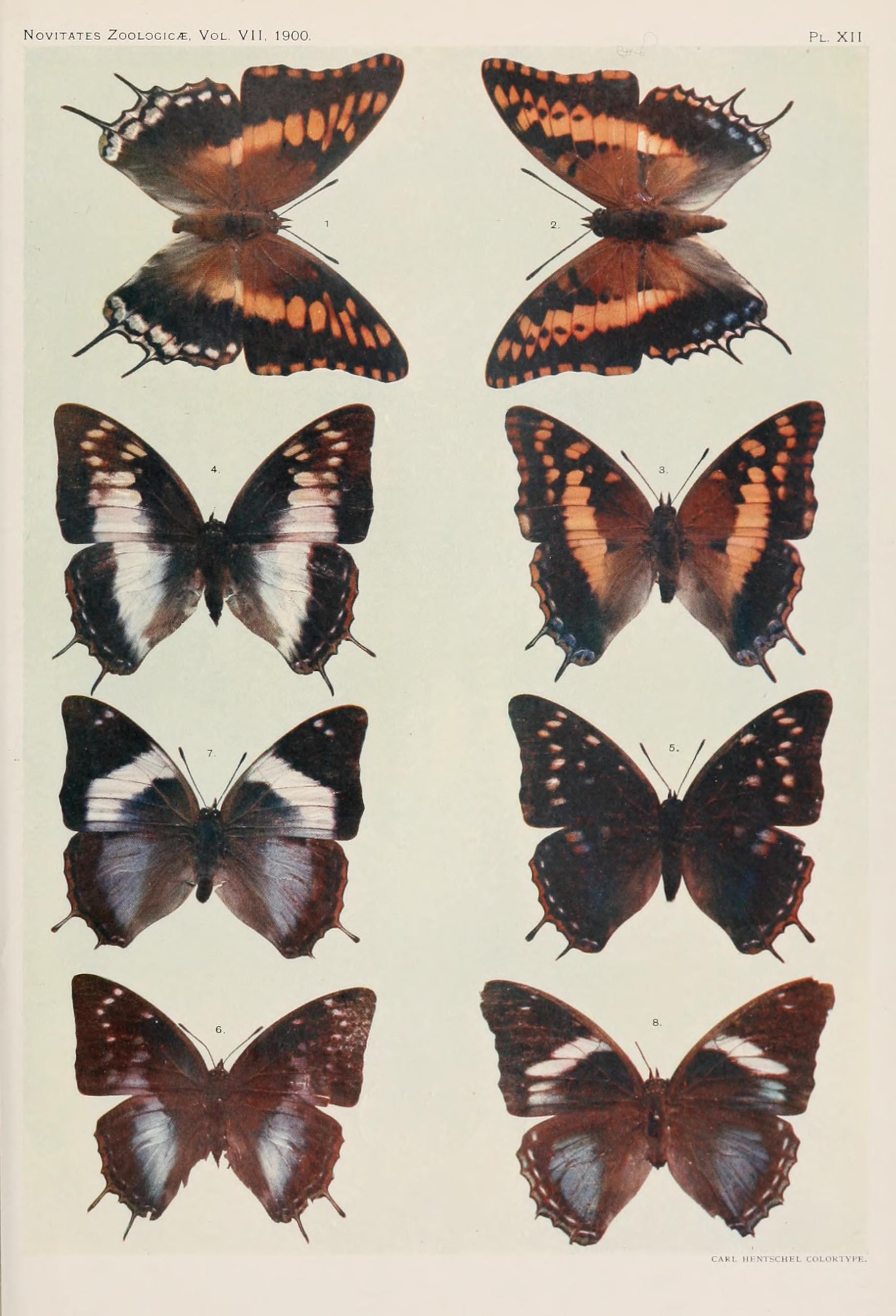